# Le Million (film, 1931)
Pour plus de détails, voir Fiche technique et Distribution.
Le Million est un film musical français réalisé par René Clair et sorti en 1931.

## Synopsis
Michel (René Lefèvre) est un artiste peintre sans le sou, vivant dans les soupentes d'un immeuble parisien en compagnie de Prosper (Jean-Louis Allibert), sculpteur et Béatrice (Annabella), danseuse étoile. Bien qu'engagé auprès de Béatrice, elle-même courtisée par Prosper, Michel flirte avec une belle américaine, Wanda. Poursuivi par ses créanciers, acculé au rez-de-chaussée par l'ensemble des commerçants du quartier, il apprend que son billet de loterie a gagné un million de florins. 
Malheureusement, dans la confusion de la poursuite, un chef mafieux du nom de Père La Tulipe (Paul Ollivier), officiellement honnête fripier, a pénétré dans l'appartement de Béatrice et pour échapper à la police lui a emprunté le vieux veston de Michel. La Tulipe s'empresse de revendre le veston à un artiste lyrique, Sopranelli, en partance pour l'Amérique et à la recherche d’une tenue pour son rôle dans « Les Bohémiens ». 
Il s'avère que le billet gagnant se trouvait dans la poche du veston.

## Fiche technique
- Titre : Le Million
- Réalisation : René Clair, assisté de Georges Lacombe
- Scénario : Georges Berr et René Clair
- direction artistique : Lazare Meerson
- Photographie : Georges Périnal, assisté de Georges Raulet
- Musique : Georges van Parys, Armand Bernard[1] et Philippe Parès
- Société de production et de distribution : Films Sonores Tobis
- Pays : France
- Format : Noir et blanc - Son mono - 1,20:1
- Genre : Comédie musicale
- Durée : 81 minutes
- Date de sortie : 
  - France : 15 avril 1931
- Affiche : Jean-Adrien Mercier

## Distribution
- Annabella : Béatrice
- René Lefèvre : Michel Bouflette
- Jean-Louis Allibert : Prosper
- Paul Ollivier : Père La Tulipe
- Constantin Stroesco : Ambrosio Sopranelli
- Raymond Cordy : le chauffeur de taxi
- Vanda Gréville : Vanda
- Odette Talazac : la cantatrice
- Pedro Elviro (Pitouto) : le régisseur
- Jane Pierson : l'épicière
- André Michaud : le boucher
- Armand Bernard
- Gabrielle Rosny
- Louis Pré Fils

## Autour du Film
Le million faisait partie des 10 meilleurs films de tous les temps dans le premier classement de 1952 de Sight and Sound, la revue du British Film Institute. Il n'en fera plus partie ultérieurement.
À noter l'étrange similitude avec A Night at the Opera des Marx Brothers réalisé seulement 4 ans plus tard.
Quelques scènes cultes : la poursuite croisée "chaplinesque" de Michel et La Tulipe, la partie de Rugby dans les couloirs de l'opéra, la réconciliation muette des amoureux derrière les décors de l'opéra doublée par le duo de chanteurs lyriques, etc.